# Unione Sportiva Livorno 1933-1934
Questa voce raccoglie le informazioni riguardanti l'Unione Sportiva Livorno nelle competizioni ufficiali della stagione 1933-1934.

## Stagione
Il mitico campo di Villa Chayes va in pensione. Nel sobborgo livornese dell'Ardenza è stato edificato lo splendido stadio che viene intitolato a Edda Ciano Mussolini, figlia del Duce e moglie del livornese Galeazzo Ciano. Il nuovo impianto manca ancora delle curve, l'inaugurazione avviene l'8 ottobre 1933 in occasione del derby con la Fiorentina. Proprio per questo gli amaranto hanno chiesto e ottenuto di disputare in trasferta le prime quattro partite del campionato. Nella stagione 1933-1934 il Livorno disputò il terzo campionato di Serie A della sua storia. Si mette in evidenza un ragazzo livornese poco più che ventenne Giovanni Busoni, che rimpiazza Janos Nekadoma ceduto alla Fiorentina, guida l'attacco amaranto da condottiero realizzando 24 reti. Lo squadrone livornese da neopromosso arriva settimo nella massima serie.

## Divise
| 1ª divisa |

## Organigramma societario
Area direttiva
- Presidente: Emanuele Tron

Area tecnica
- Allenatore: Gyula Lelovics

## Rosa
| N. |                    | Ruolo | Calciatore         |
| -- | ------------------ | ----- | ------------------ |
|    | Italia (bandiera)  | P     | Loris Borgioli     |
|    | Italia (bandiera)  | P     | Paolo Lami         |
|    | Italia (bandiera)  | D     | Giuseppe Biondi    |
|    | Italia (bandiera)  | D     | Alfredo Monza (II) |
|    | Italia (bandiera)  | D     | Wando Persia (I)   |
|    | Italia (bandiera)  | D     | Ivo Pescini        |
|    | Italia (bandiera)  | C     | Ferrero Alberti    |
|    | Italia (bandiera)  | C     | Angelo Arcari (II) |
|    | Italia (bandiera)  | C     | Mario Baldi        |
|    | Italia (bandiera)  | C     | Osvaldo Martini    |
|    | Italia (bandiera)  | C     | Egidio Turchi      |
|    | Uruguay (bandiera) | C     | Ulisse Uslenghi    |

| N. |                   | Ruolo | Calciatore         |
| -- | ----------------- | ----- | ------------------ |
|    | Italia (bandiera) | A     | Bruno Arcari (IV)  |
|    | Italia (bandiera) | A     | Giovanni Busoni    |
|    | Italia (bandiera) | A     | Giulio Cappelli    |
|    | Italia (bandiera) | A     | Guido Dossena      |
|    | Italia (bandiera) | A     | Natale Faccenda    |
|    | Italia (bandiera) | A     | Nicola Ferrara (I) |
|    | Italia (bandiera) | A     | Giuseppe Gerbi     |
|    | Italia (bandiera) | A     | Mario Magnozzi     |
|    | Italia (bandiera) | A     | Amleto Miniati     |
|    | Italia (bandiera) | A     | Giacomo Neri (II)  |
|    | Italia (bandiera) | A     | Paolo Silvestri    |

## Risultati

### Serie A

#### Girone di andata
| Arbitro: | Carminati (Milano) |

|                                                |           |            |
| Sernagiotto 19’ Borel II 60’, 61’ Cesarini 77’ | Marcatori | 68’ Busoni |

| Arbitro: | Caironi (Milano) |

|             |           |            |
| Spivach 15’ | Marcatori | 47’ Busoni |

| Arbitro: | Dattilo (Roma) |

|                                    |           |                   |
| Chiecchi III 33’, 46’ Bonesini 55’ | Marcatori | 26’, 80’ Magnozzi |

| Arbitro: | Turbiani (Ferrara) |

|                             |           |              |
| Tansini 46’, 83’ Romani 60’ | Marcatori | 34’ Magnozzi |

| Arbitro: | Mattea (Torino) |

|                           |           |  |
| Turchi 2’ Busoni 36’, 80’ | Marcatori |  |

| Napoli 15 ottobre 1933 6ª giornata | Napoli        | 0 – 0 | Livorno | Stadio XXVIII Ottobre\| Arbitro: \| Scarpi (Dolo) \| |
| Arbitro:                           | Scarpi (Dolo) |       |         |                                                      |

| Arbitro: | Turbiani (Ferrara) |

|                |           |                          |
| Busoni 6’, 13’ | Marcatori | 33’ Meazza 85’ Serantoni |

| Arbitro: | Mazza (Torre del Greco) |

|                                           |           |  |
| Libonatti 42’, 49’, 88’ Bo 59’ Silano 70’ | Marcatori |  |

| Livorno 5 novembre 1933 9ª giornata | Livorno          | 0 – 0 | Genova 1893 | Stadio Edda Ciano Mussolini\| Arbitro: \| Gonani (Ravenna) \| |
| Arbitro:                            | Gonani (Ravenna) |       |             |                                                               |

| Roma 12 novembre 1933 10ª giornata | Roma                | 0 – 0 | Livorno | Campo Testaccio\| Arbitro: \| Barlassina (Novara) \| |
| Arbitro:                           | Barlassina (Novara) |       |         |                                                      |

| Arbitro: | Scorzoni (Bologna) |

|                        |           |           |
| Martini 25’ Busoni 49’ | Marcatori | 55’ Rocco |

| Arbitro: | Levrero (Genova) |

|                                       |           |  |
| Fantoni I 14’ Guarisi 41’ Demaría 56’ | Marcatori |  |

| Arbitro: | Scotto (Savona) |

|            |           |             |
| Busoni 64’ | Marcatori | 22’ Cerutti |

| Livorno 17 dicembre 1933 14ª giornata | Livorno             | 0 – 0 | Brescia | Stadio Edda Ciano Mussolini\| Arbitro: \| Barlassina (Novara) \| |
| Arbitro:                              | Barlassina (Novara) |       |         |                                                                  |

| Arbitro: | Scorzoni (Bologna) |

|                                          |           |                                   |
| Celoria 40’, 53’ Cornara 65’ Gardini 88’ | Marcatori | 7’, 68’ Busoni 13’, 82’ Ferrara I |

| Arbitro: | Melandri (Cairo Montenotte) |

|                                          |           |                      |
| Turchi 7’ (rig.) Magnozzi 42’ Busoni 69’ | Marcatori | 6’, 76’ (rig.) Notti |

| Arbitro: | Bonivento (Venezia) |

|             |           |  |
| Fedullo 11’ | Marcatori |  |

#### Girone di ritorno
| Livorno 14 gennaio 1934 18ª giornata | Livorno                     | 0 – 0 | Juventus | Stadio Edda Ciano Mussolini\| Arbitro: \| Melandri (Cairo Montenotte) \| |
| Arbitro:                             | Melandri (Cairo Montenotte) |       |          |                                                                          |

| Arbitro: | Mastellari (Bologna) |

|                               |           |               |
| Dossena 31’, 32’ Magnozzi 66’ | Marcatori | 12’ Bettini I |

| Arbitro: | Corradini (Bologna) |

|                                           |           |                          |
| Cappelli 34’ Busoni 66’ Faotto 90’ (aut.) | Marcatori | 76’ Borel I 80’ Bonesini |

| Arbitro: | Bonivento (Venezia) |

|                                           |           |  |
| Busoni 22’, 69’ Ferrara I 70’ Alberti 79’ | Marcatori |  |

| Arbitro: | Carraro (Padova) |

|                |           |  |
| Scagliotti 87’ | Marcatori |  |

| Arbitro: | Mattea (Torino) |

|  |           |                 |
|  | Marcatori | 19’ Sallustro I |

| Arbitro: | Corradini (Bologna) |

|              |           |                         |
| Levratto 25’ | Marcatori | 4’ Ferrara I 69’ Busoni |

| Arbitro: | Mastellari (Bologna) |

|                         |           |  |
| Persia I 38’ Busoni 42’ | Marcatori |  |

| Arbitro: | Dattilo (Roma) |

|                       |           |  |
| Patri 49’ Mazzoni 58’ | Marcatori |  |

| Arbitro: | Mazza (Torre del Greco) |

|                |           |              |
| Frisoni II 32’ | Marcatori | 28’ Uslenghi |

| Arbitro: | Caironi (Milano) |

|              |           |                                    |
| Cappelli 30’ | Marcatori | 15’, 82’ (rig.) Scopelli 47’ Fusco |

| Arbitro: | Mattea (Torino) |

|  |           |            |
|  | Marcatori | 58’ Busoni |

| Arbitro: | Gianelli (Genova) |

|                   |           |            |
| Cattaneo 20’, 25’ | Marcatori | 23’ Busoni |

| Arbitro: | Scorzoni (Bologna) |

|                                   |           |                    |
| Ferrara I 9’ Busoni 21’, 37’, 51’ | Marcatori | 47’ (rig.) Guarisi |

| Vercelli 22 aprile 1934 30ª giornata | Pro Vercelli     | 0 – 0 | Livorno | Stadio Leonida Robbiano\| Arbitro: \| Mazzarini (Roma) \| |
| Arbitro:                             | Mazzarini (Roma) |       |         |                                                           |

| Livorno 26 aprile 1934 34ª giornata | Livorno         | 0 – 0 | Bologna | Stadio Edda Ciano Mussolini\| Arbitro: \| Rovida (Milano) \| |
| Arbitro:                            | Rovida (Milano) |       |         |                                                              |

| Arbitro: | Corradini (Bologna) |

|                                        |           |  |
| Busoni 25’, 40’, 72’ Magnozzi 66’, 75’ | Marcatori |  |

## Statistiche

### Statistiche di squadra
| Competizione | Punti | In casa | In casa | In casa | In casa | In casa | In casa | In trasferta | In trasferta | In trasferta | In trasferta | In trasferta | In trasferta | Totale | Totale | Totale | Totale | Totale | Totale | DR |
| Competizione | Punti | G       | V       | N       | P       | Gf      | Gs      | G            | V            | N            | P            | Gf           | Gs           | G      | V      | N      | P      | Gf     | Gs     | DR |
| ------------ | ----- | ------- | ------- | ------- | ------- | ------- | ------- | ------------ | ------------ | ------------ | ------------ | ------------ | ------------ | ------ | ------ | ------ | ------ | ------ | ------ | -- |
| Serie A      | 34    | 17      | 9       | 6       | 2       | 33      | 14      | 17           | 2            | 6            | 9            | 14           | 31           | 34     | 11     | 12     | 11     | 47     | 45     | +2 |

### Statistiche dei giocatori[6]
| Giocatore      | Serie A  | Serie A |
| Giocatore      | Presenze | Reti    |
| -------------- | -------- | ------- |
| F. Alberti     | 28       | 1       |
| A. Arcari (II) | 24       | 0       |
| B. Arcari (IV) | 6        | 0       |
| M. Baldi       | 1        | 0       |
| G. Biondi      | 10       | 0       |
| L. Borgioli    | 10       | -11     |
| G. Busoni      | 33       | 24      |
| G. Cappelli    | 30       | 2       |
| G. Dossena     | 22       | 2       |
| N. Faccenda    | 4        | 0       |
| N. Ferrara (I) | 25       | 5       |
| G. Gerbi       | 1        | 0       |
| P. Lami        | 24       | -34     |
| M. Magnozzi    | 31       | 7       |
| O. Martini     | 4        | 1       |
| A. Miniati     | 3        | 0       |
| A. Monza (II)  | 34       | 0       |
| G. Neri (II)   | 9        | 0       |
| W. Persia (I)  | 24       | 1       |
| I. Pescini     | 3        | 0       |
| P. Silvestri   | 4        | 0       |
| E. Turchi      | 15       | 2       |
| U. Uslenghi    | 29       | 1       |